# Švedska Crkva
Švedska Crkva (šved. Svenska kyrkan) evangelička je luteranska Crkva u Švedskoj. Kao posljedica reformacije 1527.  Švedska Crkva istupa iz zajedničke Katoličke Crkve i prekida odnose s Rimom kada je skupština (Riksdag) u Västeråsu tako odlučila. Dolazi do stvaranja luteranske Crkve na čijem čelu je bio Gustav Vasa. Do 19. stoljeća niti jedan švedski građanin nije mogao istupiti iz Crkve. 
Švedska Crkva je do 2000. godine bila službena državna crkva, kada se razilazi sa švedskom državom. Većinom su Šveđani ipak ostali članovi Crkve. 
Švedski nadbiskup ima sjedište u Uppsali još od 1164. godine.